# Lockheed L-049 Constellation
Dimensions
Le Lockheed L-049 Constellation est le prototype dans la lignée du Constellation. Il entre en service comme avion de transport militaire C-69 pendant la Seconde Guerre mondiale pour l'United States Army Air Forces et est modifié pour être la première version civile après la guerre. Quand la production s'achève en 1946, il sera remplacé par les L-649 et L-749 améliorés.

## Historique

### Conception et développement
En juin 1939, Howard Hughes, propriétaire de Transcontinental & Western Air (ultérieurement renommée Trans World Airways et abrégée TWA), prépare une réunion à sa résidence de Hancock Park en Californie. Jack Frye (alors président de la TWA), assisté de trois cadres de la Lockheed Aircraft Corporation, dont le concepteur Clarence Kelly Johnson. Au cours de la réunion, Hughes montre ses inquiétudes au sujet de ce qu'il appelle l'« avion de ligne du futur ». L'avion de ligne de Lockheed en développement à cette époque, le L-044 Excalibur, n'atteint pas les conditions requises,,.
Quand la réunion prend fin avec Hughes et Frye, les cadres commencent immédiatement à améliorer l’Excalibur pour satisfaire aux attentes de Hughes. Une idée concerne l'utilisation de moteurs en étoile Wright R-2600 à la place des Wright GR-1820 suggérés. Il est plutôt décidé de repartir de zéro en gardant quelques caractéristiques initiales de l’Excalibur. Le modèle est allongé de 22,6 à 29,2 m et l'envergure passe à 31,2 m. Six différents aménagements de cockpit sont envisagés, dont une proposition en « œil d'insecte » dans lequel le pilote et le copilote seraient assis sous des verrières séparés placées côte à côte. Finalement, un cockpit simple est choisi, avec des vitrages tout autour. Trois semaines plus tard, le nouveau projet est présenté lors d'une autre réunion.
Le projet reçoit la désignation L-049 ou Excalibur A. Les ailes sont semblables à celles du chasseur P-38 Lightning. L'avion est propulsé par quatre moteurs en étoile Wright R-3350 Duplex-Cyclone (le Pratt & Whitney R-2800 devient une solution de repli) développés pour le bombardier Boeing B-29, rendant le projet militairement financé. Le prix de l’Excalibur redessiné est fixé à 450 000 dollars, ce qui en fait l'avion de ligne le plus cher sur la planche à dessin. Comme la TWA ne peut pas fournir les fonds nécessaires, Howard Hughes fait appel à son autre société, la Hughes Tool Company, qui va financer la construction de l'avion. Hughes commande 40 Excalibur le 10 juillet 1940, ce qui est à l'époque la plus grosse commande de l'histoire de l'aviation. Le développement est gardé secret jusqu'à la livraison du 35e avion à la TWA. Ceci est fait pour tenir au secret les concurrents tels que la Pan American World Airways de Juan Trippe à l'écart du développement de l'avion et les empêcher d'être en concurrence avec la TWA. Le secret a apparemment été bien gardé.
Lorsque Hughes est invité à visiter une maquette à l'échelle de la cabine de l’Excalibur, il n'est pas content du résultat et déclare : « Ce n'est pas ce que j'ai demandé ». Hughes a ultérieurement fait redessiner la cabine par Raymond Loewy selon ses goûts. Une maquette complète grandeur nature de l’Excalibur est finalement construite avec un train d'atterrissage rétractable fonctionnant avec un moteur alimenté par une batterie. Les mécanismes du train sont testés sur la maquette pour être validés avant le début de la production. L'installation motrice est testée sur un PV-1 Ventura qui est surnommé « Vent-elletion » pour l'occasion. Le nom « Excalibur » est ensuite abandonné étant donné que le nouvel avion n'a rien en commun avec le projet L-044 initial. Le nom « Constellation » est reçu comme surnom non officiel jusqu'à l'intervention de l'armée. L'avion, qui s'appelle maintenant le Constellation bénéficie de plusieurs avancées technologiques telles que le dégivrage électrique, les commandes assistées hydrauliquement, hélices à pas variable et la pressurisation, qui permet au Constellation de voler à haute altitude au-dessus des nuages. Lockheed a déjà utilisé la pressurisation dans un avion auparavant, avec le XC-35.

### Seconde Guerre mondiale et développements ultérieurs
Quelques mois avant l'entrée des États-Unis dans la Seconde Guerre mondiale, le Wartime Production Board inspecte l'usine Burbank de Lockheed qui abrite le prototype du Constellation. Le secret longtemps gardé ne peut alors plus être gardé et Lockheed annonce au monde l'existence du Constellation. Malgré tout, le secret du développement du Constellation reste un des secrets industriels les mieux gardés à ce jour. Juan Trippe profite de cette situation et commande vingt-deux L-049 Constellation et dix-huit L-149 Constellation (une version avec une plus grande capacité d'emport en carburant). KLM saute sur l'occasion et commande quatre exemplaires. Cependant, la production ne peut débuter tout de suite, en raison des bombardiers et chasseurs destinés à la Grande-Bretagne occupant les chaînes d'assemblage dans l'usine de Lockheed. Après l'annulation du XB-30 (une version bombardier du Constellation) en 1941, les responsables militaires donnent à Lockheed le feu vert pour la construction de 80 Constellation (sous réserve que les chaînes d'assemblage ne soient pas utilisées pour un autre avion). Avec cela, Lockheed peut porter toute son attention sur la construction de l'avion de ligne Constellation.

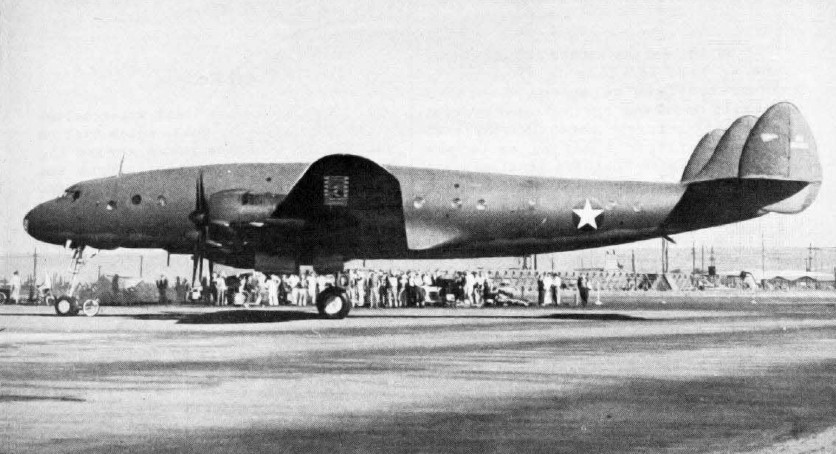
Le prototype XC-69 vers 1943.

Le 7 décembre 1941, les forces japonaises effectuent une attaque surprise sur la base navale américains de Pearl Harbor (Hawaï), occasionnant des pertes importantes et provoquant l'entrée en guerre des États-Unis. Cela signifie que les chaînes d'assemblage de Lockheed sont sous contrôle de l'armée pour l'effort de guerre. En mars 1942, les quatre-vingts L-049 Constellation prévus pour les lignes aériennes civiles sont réquisitionnés par l'Air Transport Command, et reçoivent la désignation militaire C-69. En décembre 1942, le prototype XC-69 sort d'assemblage. C'est le premier quadrimoteur produit par Lockheed. Plusieurs essais au sol sont effectués sur le XC-69 ce même mois. L'inspection finale est réalisée sur le XC-69 en janvier 1943, et l'appareil effectue son premier vol le 9 janvier avec Edmund Allen (en) (chef pilote d'essai de Boeing qui est réquisitionné pour l'occasion) aux commandes. À la fin du vol, Allen déclare : « Cette machine fonctionne si bien que vous n'avez plus besoin de moi ! ». Après cela, Allen retourne chez Boeing. Le 16 avril 1944, le deuxième C-69 de production est piloté par Howard Hughes sur un vol entre Burbank et Washington D.C. d'une durée d'un peu moins de sept heures. Pour l'occasion, l'appareil est intégralement peint aux couleurs de la TWA. La célèbre actrice Ava Gardner est à bord de l'appareil et fait partie du voyage.

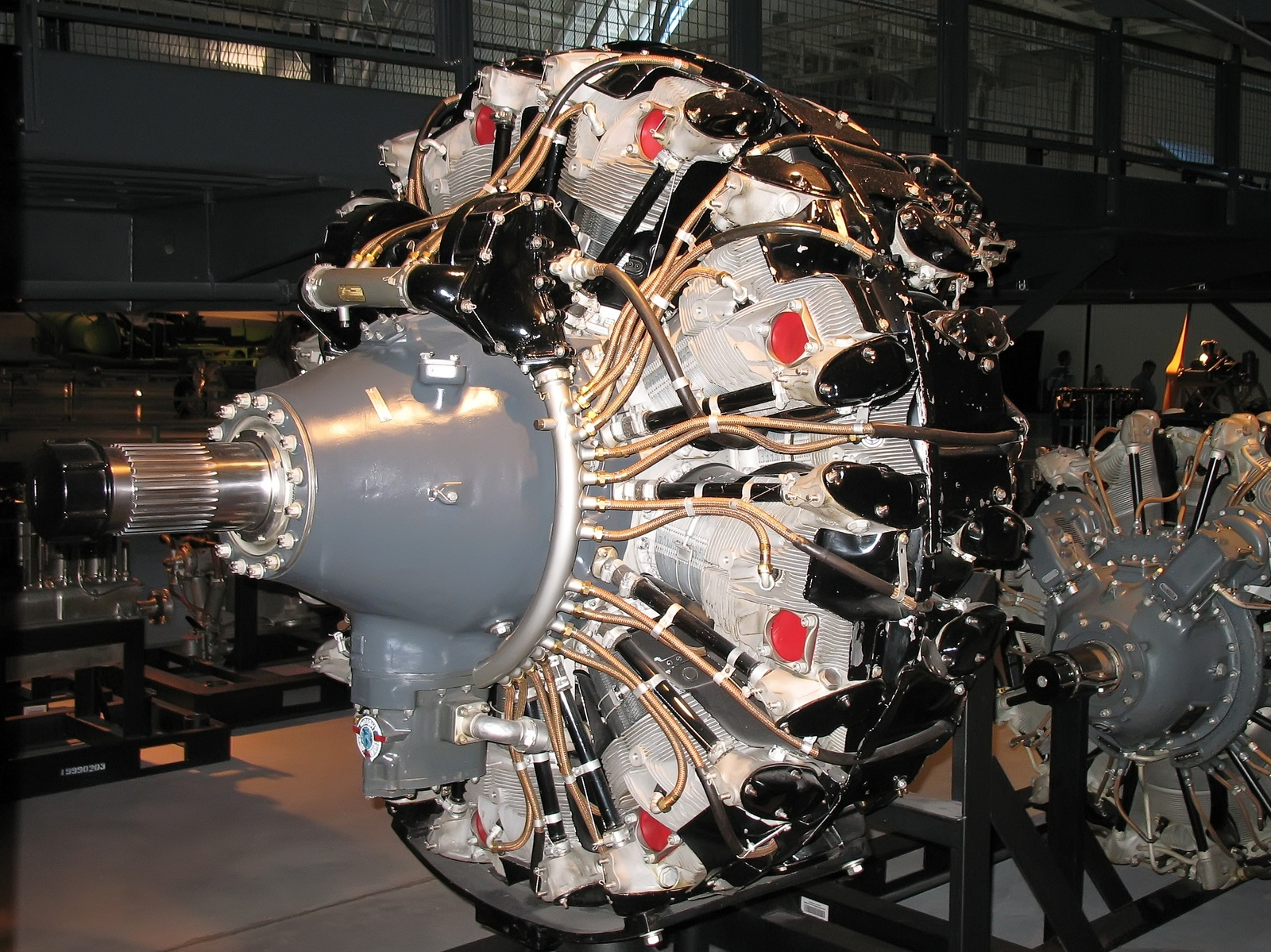
Le Wright R-3350 Duplex-Cyclone, moteur à problèmes du Constellation, entraîne des retards dans le développement de l'avion.

En raison de problèmes sur les moteurs du Constellation, le R-3350 est cloué au sol en février 1943. Les vols d'essai reprennent en juin 1943. Toutefois, les problèmes sur le R-3350 continuent et la production du moteur est arrêtée jusqu'à ce que les dysfonctionnements soient résolus. Ceci ralentit le développement du Constellation. Le programme connaît des revers supplémentaires, dont l'obtention dans la priorité du B-29 Superfortress pour les moteurs R-3350, pour lequel ils ont été initialement développés. Le Douglas C-54 Skymaster est également plus loin dans le développement que le Constellation. De plus, la fin de la guerre dans le Pacifique est alors en vue. Les 260 C-69 sont réduits à 73 et ensuite tous annulés. Seuls 22 C-69 sont construits pour l'United States Army Air Forces. Sept d'entre eux ne sont jamais livrés.

### Après la guerre

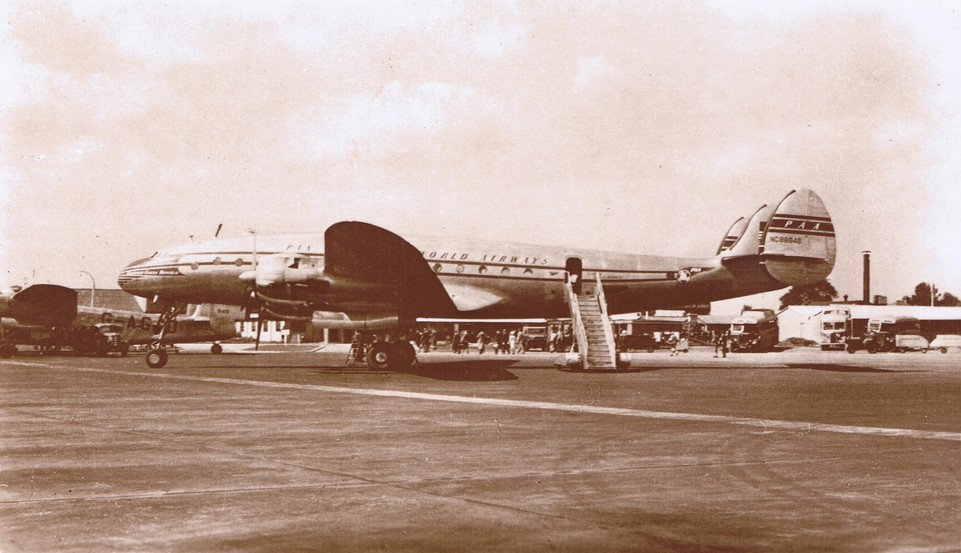
Un L-049 Constellation de la Pan American World Airways à l'aéroport de Londres-Heathrow.

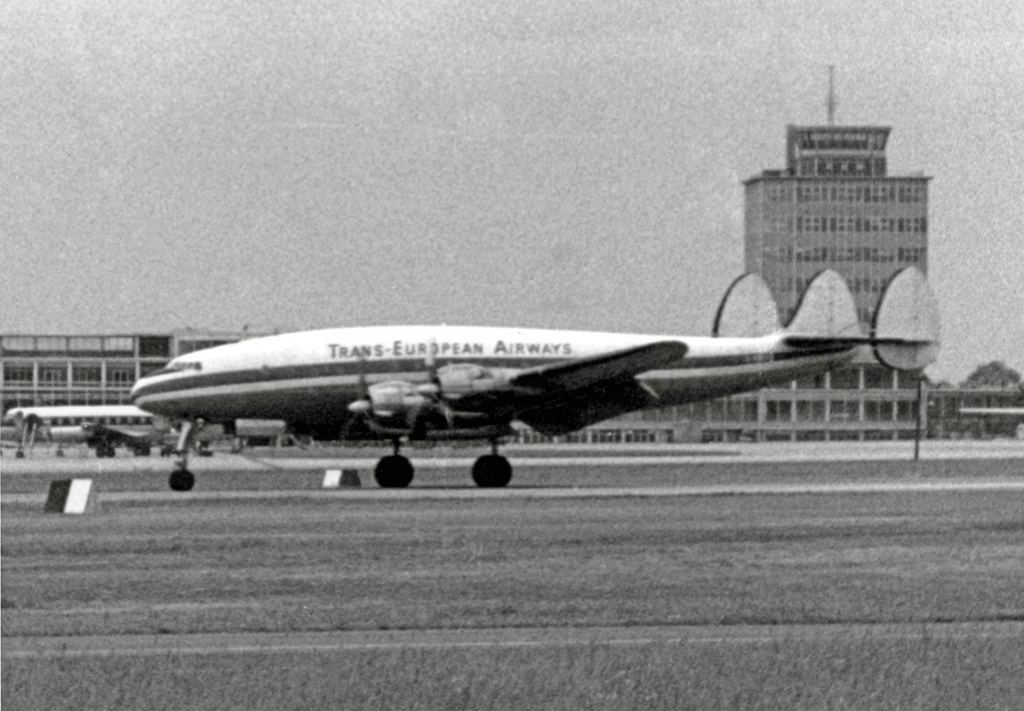
Un L-049 de Trans European Airways.

La Seconde Guerre mondiale touche à sa fin, et une grande quantité d'excédents de l'armée deviennent disponibles sur le marché civil à l'instar des C-69 Constellation restants, encore en production. Avec le projet du Constellation exposé aux risques, Lockheed achète les cinq avions de transport C-69 restants encore en production de retour de l'armée (ceci sauve 15 000 emplois). Les cinq appareils sont reconvertis en avions de ligne L-049 et sont mis en vente sur le marché. Ces modifications portent notamment sur la suppression du support de queue rétractable, l'installation d'un intérieur luxueux, l'ajout de hublots supplémentaires, un galley et des zones de repos pour l'équipage. Des meilleurs ventilation, isolation et chauffage sont également ajoutés. Les moteurs sont remplacés par des R-3350-745C18BA-1 (l'équivalent civil du R-3350-35). Les essais de conception n'ont plus besoin d'être réalisés, puisque Lockheed les a déjà effectués sur le C-69 pendant la guerre (un des C-69 complète également les essais pour le certificat de navigabilité civil le 11 décembre 1945). Cela donne au développement du L-049 des mois d'avance sur ses concurrents Boeing 377, Douglas DC-6, Republic RC-2 (qui est encore à l'étude sur la planche à dessin). 89 appareils sont commandés en novembre 1945. Le L-049 est utilisé par la TWA, Delta, Capital, Braniff, Pan American World Airways, American Overseas Airlines (AOA), Pan American-Grace Airways (en) (Panagra), Air France, KLM, BOAC, El Al, Cubana de Aviación et d'autres compagnies aériennes moins connues.
Le premier L-049 de production vole le 12 juillet 1945 et est livré à la TWA le 14 novembre 1945. Pan Am reçoit son premier L-049 le 5 janvier 1946. En raison des clauses imposées à Lockheed par Howard Hughes, American Airlines et United Airlines vont plutôt se diriger vers Douglas et commandent le DC-6 concurrent (AOA, la filiale internationale d'American Airlines, achète quand même le L-049). Le premier vol commercial du L-049 a lieu le 5 février 1946, effectué par le Star of Paris de la TWA qui vole de New York à Paris. Le vol dure près de 17 heures, avec une escale en Irlande et à Terre-Neuve. Le 14 janvier 1946, Pan Am commence à exploiter sa flotte de L-049 entre les Bermudes et New York, remplaçant le Boeing 314 Clipper moins rapide. AOA, BOAC et Air France commencent tous leurs opérations à la fin de l'année. À la suite des requêtes des compagnies aériennes, la production cesse en 1946, en faveur d'un Constellation civil plus classique, qui devient respectivement le L-649 et L-749.

## Versions
L-049première version de production équipée de quatre moteurs en étoile R-3350-745C18BA-1 Initialement produit en tant que C-69 avant 1945 ; 87 construits.
L-149désignation donnée à un L-049 avec une plus grande capacité d'emport de carburant.
L-549désignation constructeur pour le seul C-69C construit pour l'United States Army Air Forces.
Source : Breffort

## Accidents
- 27 juillet 1955: le vol vol 402 El Al, un Lockheed C-69 Constellation/Lockheed L-049 Constellation reliant Vienne à Tel Aviv, dévie accidentellement de sa route et est abattu par deux chasseurs MiG-15 de la force aérienne bulgare[4],[5]. Les 58 occupants de l’avion trouvent la mort, dont la bibliste française Renée Bloch[6].
- 11 juillet 1946: le Vol 513 TWA s’écrase près de Reading, en Pennsylvanie à la suite de l'apparition d'un feu en vol. Cinq membres d'équipage sont tués[7].

## Survivants

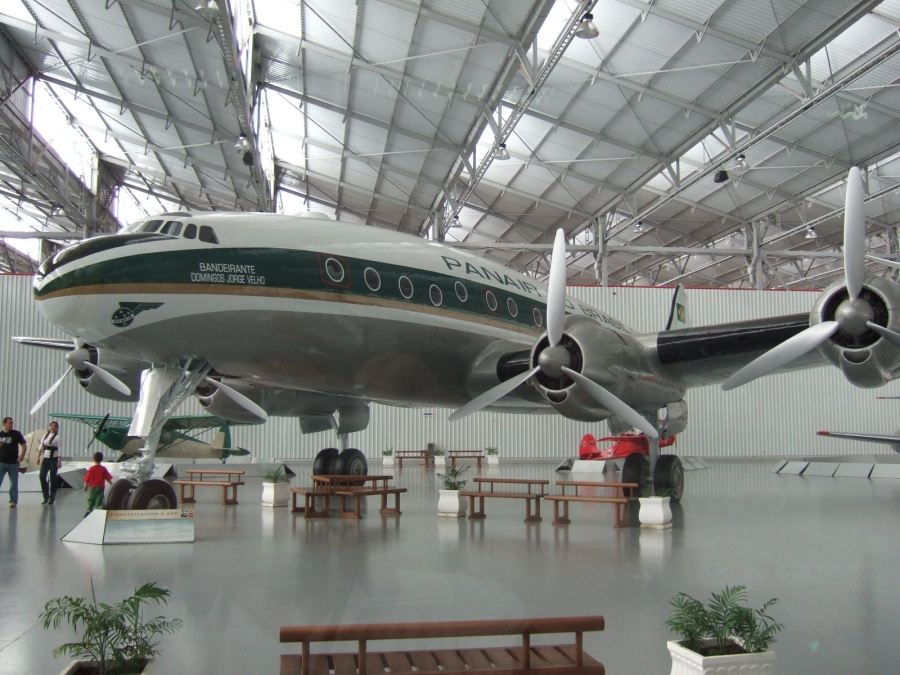
Un L-049 préservé sous les couleurs de Panair do Brasil au Museu TAM au Brésil.

Sur les quatre-vingt-huit L-049 et C-69 construits, quatre sont préservés.
- N90831 (no 1970) a commencé sa carrière comme C-69 dans l'USAAF avant d'être transféré à la TWA. Il est exposé au Pima Air & Space Museum depuis avril 1971. C'est le seul C-69 encore existant.
- N86533 (no 2071) est livré à la KLM en juin 1946, qui le revend en 1950. Il est utilisé par plusieurs compagnies jusqu'à son retrait en 1965 puis reste entreposé sur l'aéroport Presidente Stroessner. En 2000, il est transféré à São Carlos au Brésil pour être exposé au Brazilian Wings of a Dream Museum.
- N9412H (no 2072) est le tout premier Constellation livré à Air France, en juin 1946. Il est par la suite transféré à la TWA, puis plusieurs autres compagnies. Il est exposé sur l'aéroport de Greenwood Lake à West Milford dans le New Jersey.
- N2520B (no 2081)

### Développement lié
- Constellation
- C-69 Constellation
- L-649 Constellation
- L-1049 Super Constellation
- C-121/R7V Constellation
- EC-121 Warning Star
- L-1649 Starliner

### Aéronefs comparables
- Boeing 377
- Bristol Britannia, Douglas DC-4
- Douglas DC-6
- Douglas DC-7
- Iliouchine Il-18
- L-188 Electra
- XF-12 Rainbow
- Vickers Viscount